# Contea di Evans
La contea di Evans (in inglese Evans County) è una contea dello Stato della Georgia, negli Stati Uniti. La popolazione al censimento del 2000 era di 10 495 abitanti. Il capoluogo di contea è Claxton.